# Mottanaïta-(Ce)
La mottanaïta-(Ce) és un mineral de la classe dels silicats, que pertany al grup de la hel·landita. Rep el nom en honor d'Annibale Mottana (n. 1940), professor de mineralogia de la Universitat de Roma Tre, en reconeixement del seu lideratge i suport a les investigacions i catalogació dels minerals de Laci, durant els quals es va trobar la mostra de mottanaïta-(Ce).

## Característiques
La mottanaïta-(Ce) és un silicat de fórmula química Ca₄(Ce,REE)Σ2Al(Be1.5☐0.5)Σ2[B₄Si₄O22]O₂. Va ser aprovada com a espècie vàlida per l'Associació Mineralògica Internacional l'any 2001, i la frmula va ser revisada el 2018. Cristal·litza en el sistema monoclínic.
Segons la classificació de Nickel-Strunz, la mottanaïta-(Ce) pertany a «09.DK - Inosilicats amb 5 cadenes senzilles periòdiques» juntament amb els següents minerals: babingtonita, litiomarsturita, manganbabingtonita, marsturita, nambulita, natronambulita, rodonita, escandiobabingtonita, fowlerita, santaclaraïta, saneroïta, hellandita-(Y), tadzhikita-(Ce), ciprianiïta i hellandita-(Ce).

## Formació i jaciments
Va ser descoberta al mont Cavalluccio, dins la Caldera Sacrofano, a la ciutat metropolitana de Roma Capital (Laci, Itàlia). També ha estat descrita a Tre Croci, a la província de Viterbo, també a la regió italiana del Laci. Aquests dos indrets són els únics de tot el planeta on ha estat descrita aquesta espècie mineral.